# Jiří Mahen

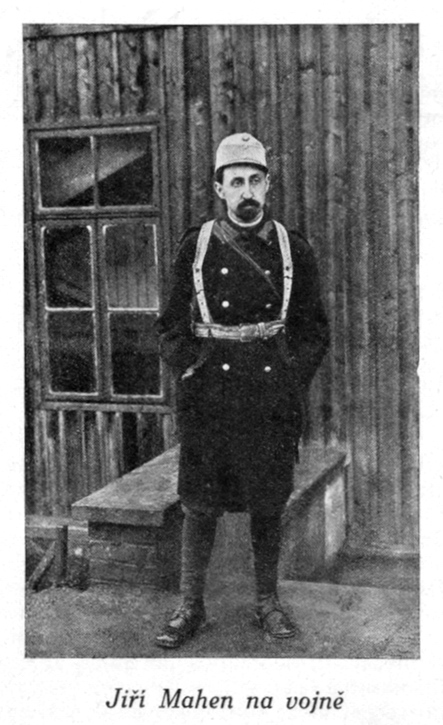
Jiří Mahen, 1915/16

Jiří Mahen (* 12. Dezember 1882 in Čáslav; † 22. Mai 1939 in Brünn; bürgerlicher Name Antonín Vančura) war ein tschechischer Dramatiker, Dichter, Journalist und Bibliothekar.

## Leben
Mahen war das dritte von dreizehn Kindern einer alten protestantischen Schriftleserfamilie, aus der auch sein Cousin, der Prager Schriftsteller, Dramatiker, Filmregisseur und Arzt Vladislav Vančura (1891–1942) stammte. Aus ärmlichen Verhältnissen kommend, absolvierte er das Gymnasium in Čáslav und Jungbunzlau. 1902 begann er ein Studium an der Philosophischen Fakultät der Prager Universität.
Nach dem Studium war Mahen drei Jahre lang als Mittelschullehrer in Hodonín und Přerov tätig. 1910 zog er nach Brünn. Vor dem Kriegsausbruch begann er als Schauspieldramaturg am Nationaltheater Brünn (in der Veveří-Straße), später Redakteur der Zeitung Lidové noviny (Volkszeitung) und Svoboda (Freiheit). Im Ersten Weltkrieg diente Mahen in der k u k. Armee. Von 1920 bis 1924 unterrichtete er Dramaturgie, Regie und Analyse des Weltdramas in der neu eröffneten Schauspielabteilung des Brünner Konservatoriums. Gemeinsam mit Bedřich Václavek und Josef Ludvík Fischer redigierte er das linksorientierte Blatt Index. 1921 wurde er als Bibliothekar angestellt. Diese Tätigkeit übte er bis zu seinem Lebensabend aus, darunter auch in der Funktion als Direktor der Stadtbibliothek Brünn (1937–1939).
Jiří Mahen wurde mit seiner Frau Karla ein anerkannter Organisator des Brünner Kulturgeschehens. Er suchte Kontakt zur jungen Künstlergeneration und unterstützte diese ideell. Nach der Besetzung der Tschechoslowakei durch die deutschen Armeen wählte der empfindsame und feinfühlige Künstler den Freitod.

## Werke

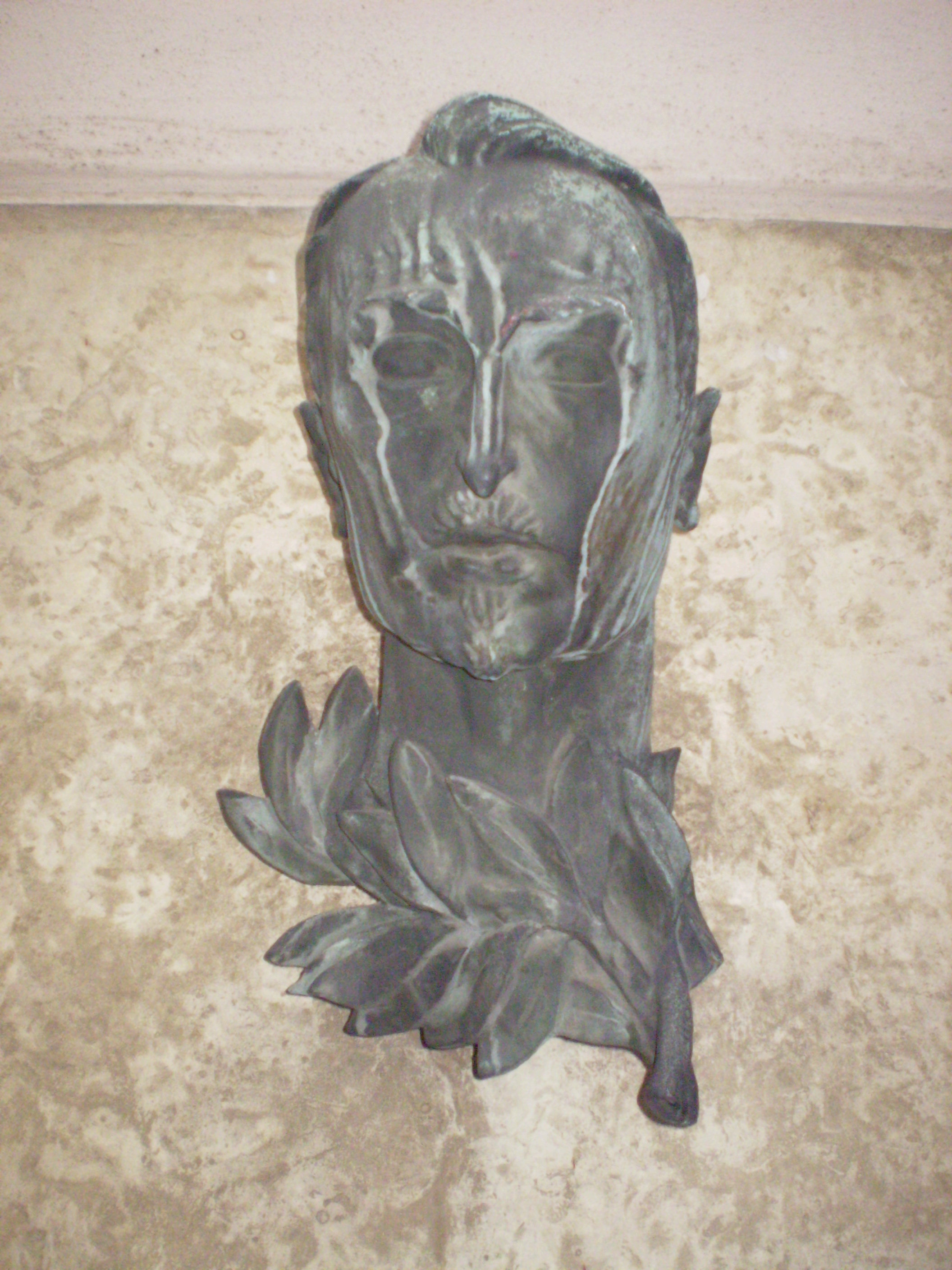
Büste von Jiří Mahen, Brünn

Bereits als Gymnasiast schrieb er Gedichte, zeichnete, spielte Musik und sang. Mit der Gruppe der jungen Schriftsteller (Josef Mach, František Gellner) veröffentlichte er seine ersten Beiträge in der Zeitschrift Letáky. Mit dem Schriftsteller Rudolf Těsnohlídek, der ebenfalls aus Čáslav stammte, verband ihn eine enge Freundschaft. Während des Studiums arbeitete Mahen in der Künstlergruppe Nový kult (Neuer Kult) um Stanislav Kostka Neumann mit sowie im Literaturzirkel von Olšany. Es folgte die Mitwirkung an der von Fráňa Šrámek herausgegebenen Zeitschrift Práce (Arbeit), sowie Vratislav Hugo Brunners Obzory (Horizonte) und mit der von Václavek herausgegebenen Zeitschrift Index. Weiterhin publizierte er in sozialistischen aber auch anarchistischen Schriften.
Mahens lyrisches Schaffen ist meist eng mit seiner Jugend verknüpft und spiegelt intime Empfindungen des Autors und seiner Wegbegleiter wider. Ausnahme bildet bei seinen frühen Werken der Liebesgedichtszyklus Balady (Balladen), das von altfranzösischen villonsche Balladen beeinflusst ist.
In seinen mannigfaltigen Prosawerken legt Mahen seinen Schwerpunkt auf Lyrismus. Er schildert bewegte Schicksale von Personen aus verschiedenen Gesellschaftsschichten, in Die Freunde der Freiheit legt er 1909 ein Generationsgeständnis ab. Im Milieuroman Das beste Abenteuer, 1929 beschreibt er das Leben eines alternden Gymnasialprofessors und verkörpert dabei die Konfrontation dreier Generationen auf der Suche nach dem Sinn des Lebens und dem Ausweg aus der Einsamkeit.

### Poesie
- Plamínky (Flämmchen)
- Duha (Regenbogen)
- Tiché srdce (Stilles Herz)
- Scirocco
- Rozloučení s jihem (Abschied vom Süden)
- Požár Tater (Feuer in Tatra)
- Díže (Backtrog)
- Měsíc (Der Mond)
  - deutsch von Eduard Schreiber (Radonitzer): Der Mond, mit Zeichnungen von Valeria Gordeew. Guggolz Verlag, Berlin 2016, ISBN 978-3-945370-09-4.

### Prosa
- Kamarádi svobody (Freunde der Freiheit)
- Podívíni
- Nejlepší dobrodružství (Das beste Abenteuer)
- Díže (Der Backtrog)

### Kinderbücher
- Co mi liška vyprávěla (Was mir der Fuchs erzählte)
- Dvanáct pohádek (Zwölf Märchen)